# Viaje
Viaje è il quattordicesimo album in studio del cantautore guatemalteco Ricardo Arjona, pubblicato nel 2014.

## Tracce
1. Lo Poco Que Tengo 3.54
2. Cavernicolas 4.48
3. Nube De Luz 3.06
4. Apnea 4.10
5. Viaje 3.57
6. Soldado Raso 3.42
7. Vives Para Morir 3.31
8. Tu Fantasma 3.59
9. A La Luna En Bicicleta 3.31
10. Piel Pecado 4.01
11. Invertebrado. 4.24
12. Tu Boca 3.15
13. Pedigri 3.55
14. Cisnes 4.48
Durata: 55.08